# Association des indigènes calédoniens et loyaltiens français
L'Association des indigènes calédoniens et loyaltiens français (AICLF), issue de l'Église protestante de Nouvelle-Calédonie, est une des deux formations créées par les organisations missionnaires en Nouvelle-Calédonie pour canaliser les revendications des populations mélanésiennes après l'abolition du code de l'indigénat et la reconnaissance comme citoyens de « tous les ressortissants des territoires d'outre-mer » (Loi Lamine Guèye du 7 mai 1946), obtenir une meilleure représentation de leur part dans le monde social et économique (et finalement politique) et combattre l'influence grandissante des thèses communistes dans les tribus. L'AICLF évolue bientôt en mouvement politique, soutenant la candidature de Maurice Lenormand aux élections législatives de 1951 et contribuant à fonder avec ce dernier et son pendant catholique, l'Union des indigènes calédoniens amis de la liberté dans l'ordre (UICALO), le parti Union calédonienne (UC) en 1953. Elle va ensuite entrer en dissidence en 1960 pour se rapprocher de la droite gaulliste locale.

## Formation
En janvier 1946, un Parti communiste calédonien (PCC) est créé par Jeanne Tunica et Florindo Paladini. Il se dote rapidement d’une section mélanésienne et d'un discours et une propagande dans la lignée de la position de l’Internationale communiste sur la décolonisation comme outil de la révolution internationale (« la prise de Londres et de Paris passe par celle de Calcutta et de Saïgon »). Or, les missions chrétiennes, qui bénéficient d'un poids importants dans les sociétés indigènes depuis leur évangélisation au XIXe siècle, considèrent ces idées communistes, résolument athées, comme dangereuses et comprennent vite la nécessité d’encadrer l’accès des Kanak à la vie démocratique. 
La première à se mobiliser est l'Église catholique, avec un manifeste intitulé « Revendications de l'Union des indigènes calédoniens amis de la liberté dans l'ordre (UICALO) » publié le 25 mai 1946 et la constitution officielle d'une association le 18 mars 1947. Les autorités protestantes suivent bientôt, à l'instigation de deux pasteurs de la mission « Dö Nèvâ », fondée en 1902 par Maurice Leenhardt pour la Société des missions évangéliques de Paris : Pierre Benignus (1912-1963, ministre à Lifou de 1937 à 1939 puis à « Dö Nèvâ » de 1940 à 1947) puis Raymond Charlemagne (1914-2007, en poste à « Dö Nèvâ » de 1947 à 1957 puis à la tribu de Nedivin, également à Houaïlou, de 1958 à 1988). Comme pour l'UICALO, ils s'appuient sur les élites kanak, notamment coutumières : Kowi Bouillant (grand-chef des Poyes à Touho et instituteur), Doui Matayo Wetta (membre de la tribu de Tchamba à Ponérihouen et infirmier) ou Kiolet Néa Galet (chef de Ouanache à Touho).    
L'AICLF est officiellement créée par le pasteur Benignus, avant son départ de l'archipel, le 10 janvier 1947 comme une association à but social réservé aux Kanak adultes. La première assemblée a lieu à la tribu de Tibarama, à Poindimié, les 25 et 26 juin 1947. Son organisation est calquée sur celle de l’Église protestante locale, la plupart des paroisses étant doublées d’un comité AICLF. Sa direction est divisée en deux bureaux, un pour la « Nouvelle-Calédonie » (Grande Terre, avec à sa tête le grand-chef Kowi Bouillant), l’autre pour les Îles Loyauté (menée par Thapan Wadriako). Le pasteur Charlemagne en devient le conseiller et de fait l'autorité morale, tandis que Doui Matayo Wetta en assure la coordination en tant que secrétaire général.

## Les revendications
Son programme, intitulé « Pensées de base de l'AICLF », est défini lors de la première assemblée de Tibarama en 1947 puis développé lors des réunions des années suivantes : 
- assurer l’unité du « peuple indigène de Nouvelle-Calédonie pour le faire grandir sur la voie de la liberté, de la vérité, de l’amour mutuel et de la paix »,
- maintenir les réserves tout en les dotant des structures d’encadrement modernisées,
- renforcer la cellule familiale,
- assurer le développement social des tribus et encourager l’entraide familiale et le travail productif tout en améliorant les conditions de travail des salariés,
- assurer le partenariat avec la haute-administration pour permettre aux Mélanésiens « enfants de la France » de demeurer sous son drapeau dans une même communauté nationale mais selon ses traditions et ses coutumes,
- enfin, à partir de novembre 1950, l’AICLF réclame le droit de vote pour tous les Kanak qui savent lire et écrire le français (vœu qui va plus loin que le double collège demandé initialement par l’UICALO et sur lequel cette dernière finira par s’aligner).

## Un mouvement politique
La vocation prioritaire de l’Association est de susciter et d’encourager le développement économique et social de la réserve. Mais, comme l'UICALO, l’AICLF s’oriente vers le champ politique. En 1951, les deux mouvements confessionnels soutiennent activement la candidature de Maurice Lenormand, pharmacien originaire de Métropole devenu passionné de culture kanak sur laquelle il a écrit plusieurs ouvrages, lors des élections législatives contre le sortant Roger Gervolino. Lenormand est élu avec 5 064 voix sur 13 643 (37,12 %), devançant de plus de 800 suffrages Gervolino (4 207 voix), et battant également le candidat du RPF Paul Métadier (2 252) et le communiste Florindo Paladini (2 144). Cette alliance aboutit à la formation de listes communes pour les élections au conseil général qui se tiennent le 8 février 1953, sous le nom d'Union calédonienne et avec pour slogan « Deux couleurs, un seul peuple ». Celle-ci remporte 15 sièges sur 25, dont les 9 premiers élus kanak du Territoire et 6 de l'AICLF : Élia Thidjine de Poum, Mathieu Aripoindi et Doui Matayo Wetta de Ponérihouen, Kowi Bouillant de Touho, James Haeweng de Lifou et Luther Enoka de Maré.  
La Loi-cadre Defferre du 23 juin 1956 étend le suffrage universel à l'ensemble des Kanak et accorde plus d'autonomie aux Territoires d'outre-mer où les conseils généraux sont remplacés par des Assemblées territoriales et où des Conseils de gouvernement sont créés. En vue de l'élection de cette assemblée, l'Union calédonienne se structure définitivement en parti politique lors de son premier congrès à la Vallée des Colons à Nouméa des 12 et 13 mai 1956 au cours duquel Rock Pidjot de l'UICALO est porté à la présidence et Doui Matayo Wetta, qui vient de succéder à Kowi Bouillant à la tête de l'AICLF, à sa vice-présidence.

## De la division religieuse en 1958 à la scission politique en 1960
Un conflit se développe dans les années 1950 entre les trois représentations de la Société des missions évangéliques de Paris (SMEP) en Nouvelle-Calédonie, avec d'une part le pasteur Charlemagne à « Dö Nèvâ », et de l'autre ses collègues de Nouméa et de Béthanie à Lifou (Marc Lacheret et le pasteur Dollfus). Le premier revendique surtout plus d'autonomie financière de sa mission et la promotion scolaire des Kanak par une séparation accrue entre les activités missionnaires et scolaires (en s'appuyant sur le couple pasteur-moniteur), tandis que les deux autres ministres reprochent surtout à Charlemagne son caractère jugé autoritaire et peu enclin à faire des concessions. En 1954, le pasteur Lacheret, en poste à Nouméa et donc chef des missions protestants néo-calédoniennes, menace de démissionner du fait de sa mésentente avec Charlemagne, avant que la situation soit momentanément apaisée à la suite d'une réunion de conciliation en janvier 1955. En 1956, du fait de relations toujours tendues entre Charlemagne et Lacheret, celui-ci est déplacé à Lifou pour remplacer Dollfus qui lui-même est nommé à Nouméa. En avril 1957, c'est au tour du pasteur Dollfus d’adresser une lettre à la SMEP dans laquelle il menace de démissionner en raison de ses désaccords avec le pasteur Charlemagne. Une nouvelle réunion de conciliation infructueuse a lieu en juillet 1957, suivie d’une enquête sur place des responsables de la Société des missions. Celle-ci finit par trancher en faveur des pasteurs Lacheret et Dollfus et demande officiellement à Charlemagne de rentrer en Métropole. Ce dernier refuse et se dégage de la tutelle de la SMEP, avant d'être expulsé de « Dö Nèvâ » (propriété des Missions de Paris) par décision du tribunal de Nouméa en février 1958. Charlemagne emporte alors avec lui l'essentiel du personnel de la mission de Houaïlou pour se déplacer de quelques kilomètres en amont, dans la tribu de Nédivin, où il crée une école, un collège et un organisme scolaire associé, la Fédération de l'enseignement libre protestant (FELP). La scission est également religieuse, puisque les partisans de Charlemagne fondent en mai 1958 l'Église évangélique libre de la Nouvelle-Calédonie (ÉÉLNC). Face à cela, ceux restés fidèles à la SMEP forment l'Alliance scolaire de l'Église évangélique (ASEE) et l'Église évangélique en Nouvelle-Calédonie et aux îles Loyauté (ÉÉNCIL), qui réalise son premier synode à « Dö Nèvâ » du 24 au 27 juillet 1958 et obtient son indépendance statutaire des Missions de Paris en avril 1960. Ce conflit a des répercussions immédiates au sein des tribus protestantes qui se divisent souvent pour savoir quelle organisation missionnaire suivre, et au sein de l'AICLF. 
Car le conflit religieux est vite récupéré sur le plan politique, étant donné le poids moral important pris par Charlemagne au sein de l'AICLF et donc de l'UC. Le contexte local est d'ailleurs particulièrement tendue entre la majorité autonomiste dominée par l'Union calédonienne, l'opposition gaulliste ou indépendants et les services de l'État qui, depuis le retour au pouvoir de Charles de Gaulle en 1958, veut reprendre en main les affaires du Territoire, notamment dans le secteur stratégique de la production minière. Raymond Charlemagne pose alors dans un premier temps l'ÉÉLNC et la FELP qu'il vient de fonder comme les garantes de la fidélité à l'UC et à Maurice Lenormand au sein de la population mélanésienne protestante, et présente l'ÉÉNCIL et la SMEP comme les alliés de la droite locale et de l'État. Puis, il se montre progressivement plus favorable au gouverneur Laurent Péchoux à partir de juillet 1959. Dans une lettre du 16 juillet, il écrit ainsi : « Le Haussaire [surnom donné au gouverneur, qui est également Haut-commissaire de la République dans le Pacifique] a été tout à fait intéressé et dans une large mesure éclairé sur l’affaire de la Mission. Il adopte une attitude franchement neutre et le fait savoir, estimant que c’est aux interlocuteurs à débrouiller leur affaire. Ce qui est important ». Ce rapprochement est suivi par les responsables de l'AICLF, qui se trouvent être également ceux de la FELP (Doui Matayo Wetta, ministre de l'Information, de l'Intérieur et de l'Éducation de base du conseil de gouvernement, et le conseiller territorial Kiolet Néa Galet sont respectivement président et vice-président de ces deux organisations). Il s'ensuit parallèlement un refroidissement des relations entre Charlemagne (et ses partisans) et le député Maurice Lenormand, celui-ci voyant ces nouvelles amitiés (d'autant que le vice-président du conseil de gouvernement et figure de l'UICALO, se montre également de plus en plus proche de Péchoux) comme une nouvelle tentative du « Haussaire » pour déstabiliser l'UC en divisant ses organisations confessionnelles mélanésiennes. Le parti dénonce ainsi, dans son organe officiel, L’Avenir calédonien, le 25 mars 1960 la « tentative d’éclatement de la masse autochtone » qui aurait pour « point de départ […] la séparation de l’UICALO catholique derrière Kauma, et de l’AICLF protestante derrière Doui Matayo, d’avec l’Union calédonienne où les blancs resteraient seuls ».  
Le 26 janvier 1960, Rock Pidjot, président de l'UC et de l'UICALO, démissionne de son poste de ministre de l'Économie rurale au sein du conseil de gouvernement pour s'insurger contre l'« ingérence du Haut-Commissaire dans les affaires de son secteur ». Or, Michel Kauma et Doui Matayo Wetta se désolidarise de sa démarche et refuse de respecter la directive du parti d'une démission collective. Kauma est alors exclu de l'UICALO, mais les délégués de l'AICLF réaffirment leur « confiance dans le président de l’AICLF Wetta et le Vice-Président du Conseil de Gouvernement Kauma] » lors de leur congrès de la tribu de Bâ à Houaïlou en septembre 1960. Le congrès de l'Union calédonienne tenu pour sa part à Nouméa dans la salle de cinéma Tropic du 4 au 7 novembre suivant vote l'exclusion de Kauma et Wetta, ce dernier entraînant avec lui la majorité de l'AICLF. Les Kanak protestants restés fidèles à Lenormand, menés par le conseiller territorial Théophile Wakolo Pouyé, fondent à la place l'AACIL, qui ne va toutefois jamais avoir le même rôle que celui qu'avait pu avoir l'AICLF au sein de l'UC. 
Benoît Trépied note que l'essentiel de l'AICLF dissidente est membre de l'ÉÉLNC de Charlemagne. En témoigne la comparaison faite entre l'état-major de l'association à son congrès de Bâ de 1960 et les membres de l'Assemblée constitutive de la FELP en 1958 : Doui Matayo Wetta et Kiolet Néa Galet sont donc président et vice-président des deux organisations, tandis que Atrua Caihe (Lifou), secrétaire de l'AICLF, est trésorier de la FELP, et Auguste Parawi-Reybas (Houaïlou) ainsi qu'Enoka Poitchili (chef de Tiéta à Voh) sont membres du bureau politique de la première et du conseil d'administration de la seconde. D’autres figures politiques influentes de l’AICLF dissidente, comme Toutou Tiapi Pimbé (Poindimié, conseiller territorial décédé en 1961), Ménon Nékiriai (Poya), Ourari Ponga (Kouaoua) ou Firmin Dogo Gorohouna (Koné) sont également membres de la FELP et de l’Église libre.

## Une composante de la droite locale
Les conseillers territoriaux de l'AICLF dissidente en 1960 (Kiolet Néa Galet, Toutou Tiapi Pimbé et l'ancien moniteur de l'enseignement public à Tiga Dick Ukeiwé) ainsi que Michel Kauma s'allient aux élus du Rassemblement calédonien (Rascal, parti unissant les gaullistes d'Arnold Daly et Georges Chatenay avec les Républicains Indépendants et conservateurs libéraux du sénateur Henri Lafleur) pour porter René Hénin à la présidence de l'Assemblée territoriale le 8 novembre 1960, et Claude Parazols à celle de la commission permanente le 6 janvier 1961. La démission forcée de Dick Ukeiwé (touché par une condamnation judiciaire et privé de ses droits civiques pour dix ans) le 30 mai 1961, puis le décès de Toutou Tiapi Pimbé le 3 juillet limitent la représentation de l'association et permettent à l'UC de retrouver la majorité. 
Les membres de l'AICLF forment ensuite des listes conjointes, baptisées « Entente », avec la fédération locale de l'Union pour la nouvelle République (UNR), créée par les gaullistes qui ont quitté le Rascal, pour les élections territoriales du 15 avril 1962 : elles obtiennent 9 des 30 sièges à pourvoir, dont 3 pour des militants de l'Association (Edmond Nékiriaï dans l'Ouest, Doui Matayo Wetta, désormais maire de Ponérihouen depuis 1961, et Kiolet Néa Galet dans l'Est). Elle participe ensuite à la création en 1964 de l'Action calédonienne (AC) avec des dissidents de l'UNR, dont Edmond Caillard ou le grand-chef de Guahma sur l'île de Maré, en 1968 de l'Union démocratique (UD, parti réunissant l'ensemble de la droite opposée à l'UC), en 1972 de l'Entente démocratique et sociale (EDS, dissidence de l'UD emmenée par le sénateur Henri Lafleur, son fils Jacques et le maire de Nouméa Roger Laroque) et en 1977 du Rassemblement pour la Calédonie (RPC, devenu en 1978 le RPCR, principale force anti-indépendantiste). 
L'AICLF permet ainsi, au moment des affrontements violents entre partisans et opposants de l'indépendance dans les années 1980, de fournir au RPCR (et en général au camp « loyaliste ») ses principaux cadres kanak, pour la plupart membres de l'ÉÉLNC et de la FELP : Doui Matayo Wetta puis son fils Henri Wetta ; Dick Ukeiwé qui est sénateur sous cette étiquette de 1983 à 1992 ainsi que député européen de 1989 à 1994 et chef de tous les exécutifs du Territoire pendant la période des « Évènements » de 1984 à 1989, puis son fils Bernard ; Maurice Nénou qui est député de 1986 à 1996 ; Delin Wéma ; Simon Loueckhote, sénateur depuis 1992 et plusieurs fois président du Congrès (de 1989 à 1995 et de 1999 à 2004) ; Maurice Ponga, député européen depuis 2009. L'UC en revanche s'est prononcée en faveur de l'indépendance, et l'ÉÉNCIL a fait de même en 1979. Pour autant, le dirigeant indépendantiste Jean-Marie Tjibaou, catholique et ancien élève du séminaire, a toujours conservé de bonnes relations avec les dirigeants de l'AICLF : il est en effet le gendre de Doui Matayo Wetta, ayant épousé sa fille Marie-Claude, tandis que son beau-frère Henri Wetta fut le seul membre RPCR (à titre personnel mais avec le soutien de la direction de son parti) de son conseil de gouvernement de 1982 à 1984. 
L'AICLF est tombée en sommeil, sans pour autant avoir été dissoute, depuis le décès de Doui Matayo Wetta en 1980.